# Босенко Ганна Єфремівна
Га́нна Єфре́мівна Босе́нко (9 (22) листопада 1915, Золочів, Харківської області — 2006, Львів) — театральна акторка. Заслужена артистка УРСР (1957).

## Життєпис
1936 — закінчила студію при Харківському театрі робітничої молоді (викладач Борис Тягно, з яким пізніше одружилася). 1935—1937 — працювала в цьому театрі.
1939 — акторка Харківського обласного українського драматичного театру ім. М. Кропивницького.
1939—1940 — акторка Дніпропетровського українського драматичного театру.
1940—1944 — акторка Дніпродзержинського театру російської драми ім. Т. Шевченка.
1944—1947 — акторка Одеського театру Революції.
1947 — акторка Київського академічного драматичного театру ім. І. Франка.
1948—1979 — акторка Львівського українського драматичного театру ім. М. Заньковецької.

## Ролі
- Забава («Сон князя Святослава» І. Франка)
- Василина, Галина Романівна («Калиновий Гай», «Пам'ять серця» О. Корнійчука)
- Надія («Вороги» М. Горького)
- Ґертруда, Віола і Себастьян («Гамлет», «Що завгодно, або Дванадцята ніч» В. Шекспіра)
- Королева («Рюї Блаз» В. Гюго)
- Олена («Одруження Бєлугіна» О. Островського та М. Соловйова)

## В кіно
- 1954 — «Назар Стодоля», Стеха (режисер В. Івченко)
- 1955 — «Полум'я гніву», Стефа (режисер Т. Левчук)
- 1972 — «Земля, до запитання», епізод (режисер В. Дорман)